# Clavicornaltica philippinensis
Clavicornaltica philippinensis es un coleóptero de la familia Chrysomelidae.
Fue descrita científicamente en 1979 por Scherer.